# Jane
Jane – niemiecka grupa rockowa aktywna w latach siedemdziesiątych i osiemdziesiątych XX wieku grająca w stylu kosmicznego rocka. Grupa mające progresywne zapędy, wyraźnie wzorowała się na brzmieniu Pink Floyd. Najmocniejszym punktem grupy była melodyjna gitara Klausa Hessa.

## Skład grupy
- Charly Maucher – śpiew, gitara basowa
- Klaus Hess – śpiew, gitara
- Martin Hesse – gitara basowa
- Gottfried Janko – instrumenty klawiszowe
- Wolfgang Krantz – gitara
- Werner Nadolny – instrumenty klawiszowe, flet
- Peter Panka – perkusja
- Bernd Pulst – śpiew
- Manfred Wieczorke – instrumenty klawiszowe

## Dyskografia
- Together (1972)
- Here We Are (1973)
- Jane III (1974)
- Lady (1975)
- Fire, Water, Earth & Air (1976)
- Live at Home (1976)
- Between Heaven and Hell (1977)
- Age of Madness (1978)
- Sign No. 9 (1979)
- Jane (1980)
- Germania (1982)
- Live 89 (1993)
- Live at Home 76 (1993)
- Together (1998)
- Sign #9 (2002)
- Live 2002 (2003)